# Amegilla adamsella
Amegilla adamsella är en biart som först beskrevs av Rayment 1944.  Amegilla adamsella ingår i släktet Amegilla och familjen långtungebin. Inga underarter finns listade i Catalogue of Life.